# Sainte-Marie (Ardennes)
Sainte-Marie is een plaats in Frankrijk, gelegen in het departement Ardennes in de regio Grand Est en telt 84 inwoners (2009). De plaats maakt deel uit van het arrondissement Vouziers.

## Geografie
De oppervlakte van Sainte-Marie bedraagt 5,8 km², de bevolkingsdichtheid is dus 14,5 inwoners per km².
De onderstaande kaart toont de ligging van Sainte-Marie (Ardennes) met de belangrijkste infrastructuur en aangrenzende gemeenten.

## Demografie
Onderstaande figuur toont het verloop van het inwoneraantal van Sainte-Marie vanaf 1962.

Vanwege een beveiligingsprobleem met de MediaWiki Graph-software is het momenteel niet mogelijk deze grafiek weer te geven. Zodra de software is bijgewerkt zal de grafiek vanzelf weer zichtbaar worden.